# ELVO

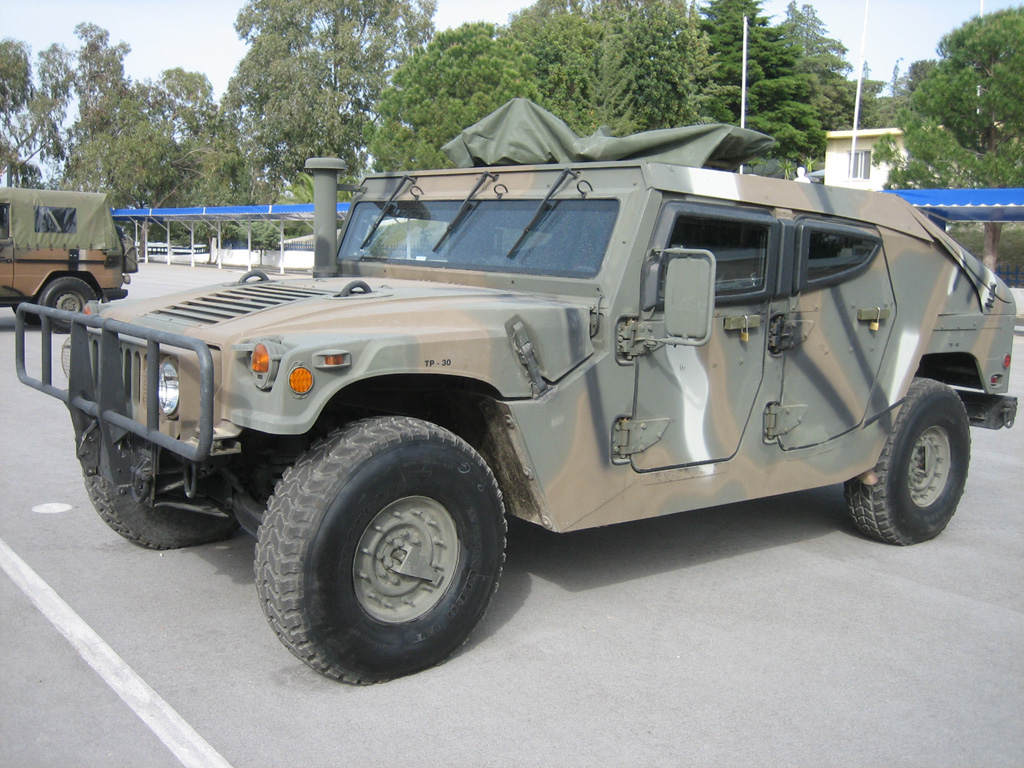
ELVO HMMWV M1114GR

ELVO (ΕΛΒΟ, gr. Ελληνική Βιομηχανία Οχημάτων, Ellīnikí Viomīchanía Ochīmáton) – greckie przedsiębiorstwo produkujące samochody ciężarowe, autobusy oraz pojazdy wojskowe, z siedzibą w Salonikach.
Przedsiębiorstwo założone zostało w 1972 roku i montowało pojazdy Steyr, a od 1987 roku nosi obecną nazwę.